# William Gillette

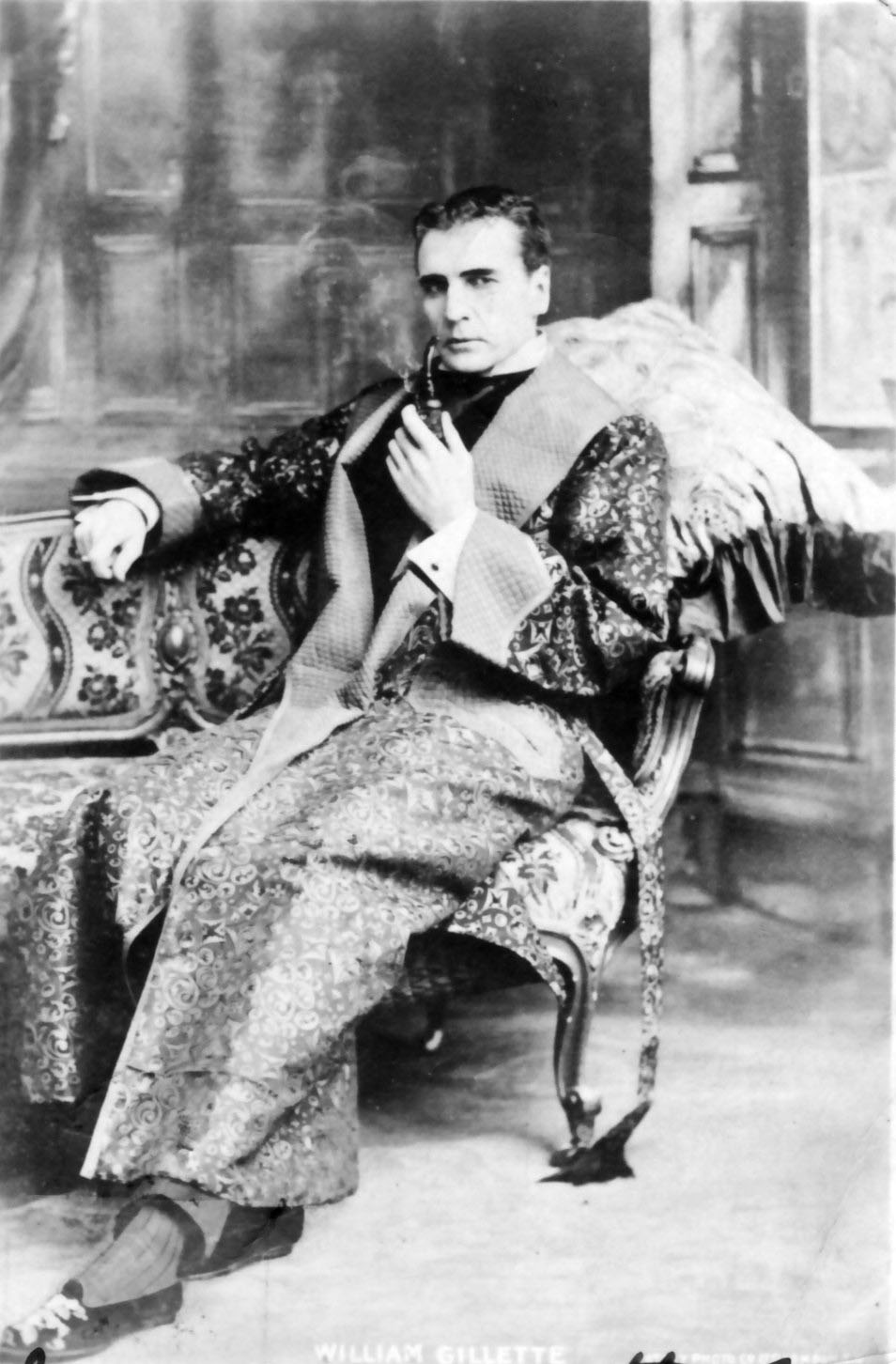
Gillette como Sherlock Holmes.

William Hooker Gillette (24 de julho de 1853 – 29 de abril de 1937) foi um ator, dramaturgo e empresário nascido em  Hartford, Connecticut nos Estados Unidos. Um dos seus trabalhos de grande sucesso como ator foi representando a personagem Sherlock Holmes.